# مقاومة (المحمرة)
مقاومة هي مدينة إيرانية تقع في القسم المركزي من مقاطعة المحمرة في محافظة خوزستان. تم تسمیة هذه المدينة بالمقاومة تمينا حرب الخليج الأولى.